# Rytinkijärvi
Rytinkijärvi är en sjö i Finland. Den ligger i kommunen Pudasjärvi i landskapet Norra Österbotten, i den norra delen av landet, 600 km norr om huvudstaden Helsingfors. Rytinkijärvi ligger 143,6 meter över havet. Arean är 99 hektar och strandlinjen är 7 kilometer lång. Sjön  ingår i Ijo älvs huvudavrinningsområde. 